# Dragan Pantelić
Dragan Pantelić (Loznica, 9 novembre 1951 – Niš, 20 ottobre 2021) è stato un calciatore jugoslavo, di ruolo portiere.

## Carriera

### Giocatore
Il suo debutto con la nazionale jugoslava risale al 10 ottobre 1979 nella partita contro la Spagna giocata a Valencia valida per la qualificazione ad Euro 1980. La sua ultima partita con la nazionale risale al 12 settembre 1984 contro la Scozia ad Glasgow.
Indossò la maglia della nazionale per un totale di diciannove partite segnando due reti su rigore, prese parte al campionato del mondo 1982.

### Dopo il ritiro
È morto in ospedale il 20 ottobre 2021 per complicazioni da COVID-19.

## Palmarès

### Club
- Coppa dei Balcani per club: 1

Radnički Niš: 1975